# 托普瑟姆 (緬因州)
托普瑟姆（英語：Topsham）是一個位於美國緬因州薩加達霍克縣的鎮。

## 人口
根據2020年美國人口普查的數據，托普瑟姆的面積為81.74平方千米，當中陸地面積為83.40平方千米，而水域面積為8.78平方千米。當地共有人口6623人，而人口密度為每平方千米81人。